# Jacques Rozier
Jacques Rozier   (15è districte de París, 10 de novembre de 1926 - Teula de Mar, 31 de maig de 2023) fou un director de cinema francès.

## Trajectòria
Després d'estudiar cinema a l'IDHEC, va treballar com a assistent de TV i va realitzar en la dècada de 1950 curts que han estat considerats precursors de l'estil dels cineastes de la "Nouvelle Vague", com Rentrée des classes (1956) i Blue Jeans (1958). Així mateix, es considera que el seu primer llarg, Adieu Philippine (1962), és representatiu de l'estètica aquest grup de cineastes; Rozier va ser secundat pel més influent d'ells, Jean-Luc Godard.
Malgrat el seu èxit amb Adieu Philippine, Rozier va haver d'esperar anys per a roda Du côté d'Orouët (1973); més tard va dirigir Les Naufragés de l'île de la Tortue (1976) i Maine Océan (1986). Els seus films van ser mal distribuïts, malgrat el seu èxit de crítica. Jean Eustache, també de trajectòria fallida, el considerava un dels pocs cineastes valuosos, juntament amb Maurice Pialat.

## Filmografia
- 1962 : Adieu Philippine
- 1964 : Cinéastes de notre temps : Jean Vigo (documentaire)
- 1973 : Du côté d'Orouët
- 1976 : Les Naufragés de l'île de la Tortue
- 1986 : Maine Océan
- 1990 : Joséphine en tournée (téléfilm)
- 2001 : Fifi Martingale

## Curtmetratges
- 1947 : Une épine au pied
- 1956 : Rentrée des classes
- 1958 : Blue Jeans
- 1962 : Dans le vent
- 1963 : Paparazzi
- 1963 : Le Parti des choses
- 1966 : Roméos et Jupettes
- 1972 : Vive le cinéma (TV)
- 1973 : Les Aoûtiens
- 1978 : Marketing mix (TV)
- 1983 : Lettre de la Sierra Morena (TV)
- 1984 : Oh, oh, oh, jolie tournée (vidéo)
- 1985 : Maine-Océan Express
- 1989 : L'Opéra du roi (vidéo)
- 1991 : Revenez, plaisirs exilés (vidéo)
- 1995 : Comment devenir cinéaste sans se prendre la tête
- 2008 : Supplément au voyage en terre « Philippine »

## Escrits
- Jacques Rozier i Jacques Morice, «French cancan», Cahiers du cinéma («100 films pour une vidéothèque»), 17, XII 1993
- Jacques Rozier, «Jacques Rozier», Cahiers du cinéma, 400, X 1987
- Jacques Rozier, «La Marseillaise», Cahiers du cinéma, 482, VII-VIII 1994
- Jacques Rozier, «Nouvelle contribution à la légende de Jacques Rozier», Cahiers du cinéma, 563, XII 2001